# 大桥乡 (敦化市)
大桥乡，是中华人民共和国吉林省延边朝鲜族自治州敦化市下辖的一个乡镇级行政单位。

## 行政区划
大桥乡下辖以下地区：
大桥村、西大桥村、河东村、永兴村、兴发村、河沿村、兴隆河村、德胜村、解放村、义和村、崎岖村、南山头村、于家村、于家上村和八家子村。